# Iglesia de Santa María de la Nava
La iglesia parroquial de Santa María de la Nava es un templo católico situado en la localidad española de Navamorcuende, perteneciente a la provincia de Toledo, en la comunidad autónoma de Castilla-La Mancha.

## Historia y características

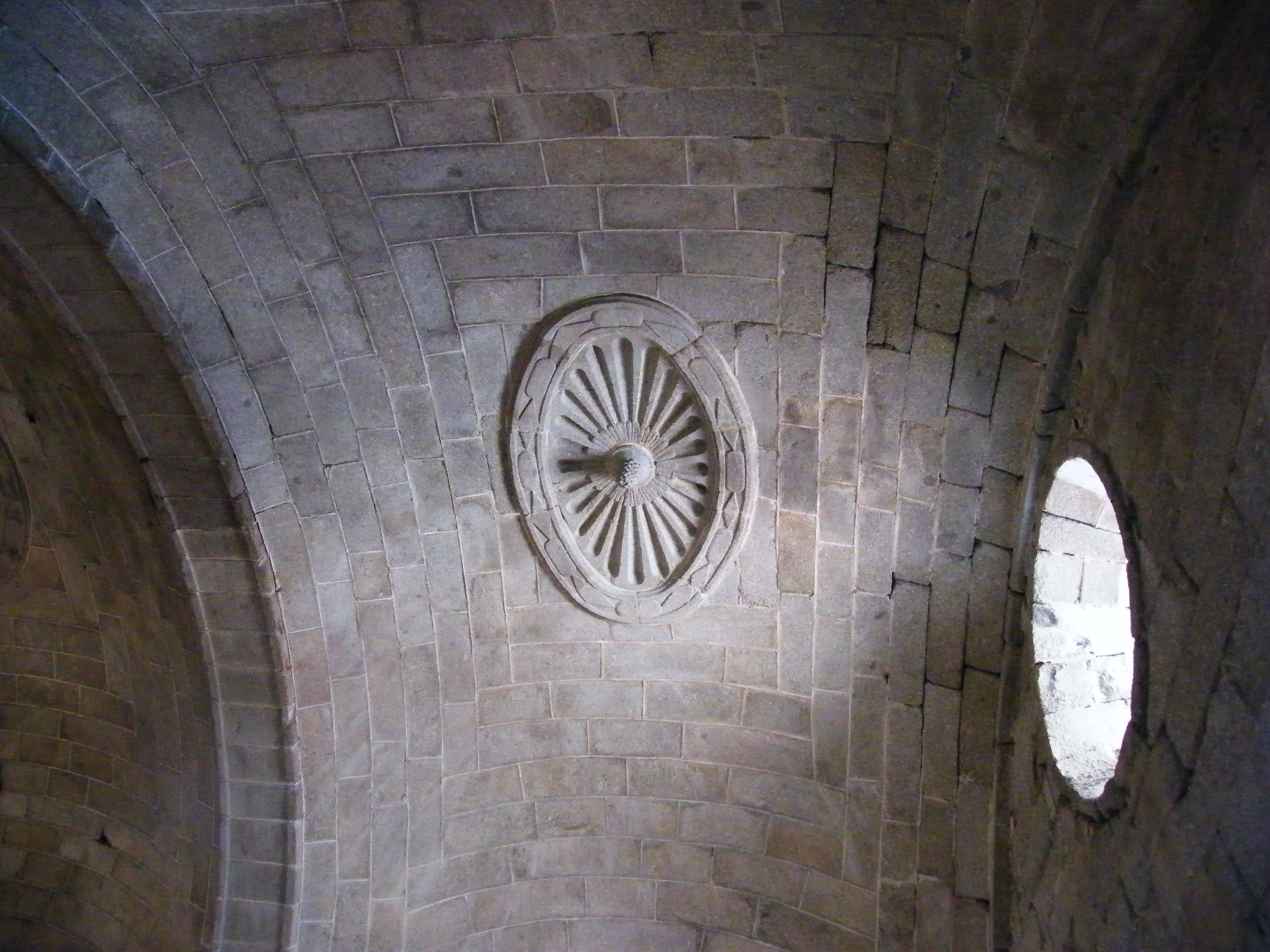
Detalle de una de las bóvedas de los pies de la nave

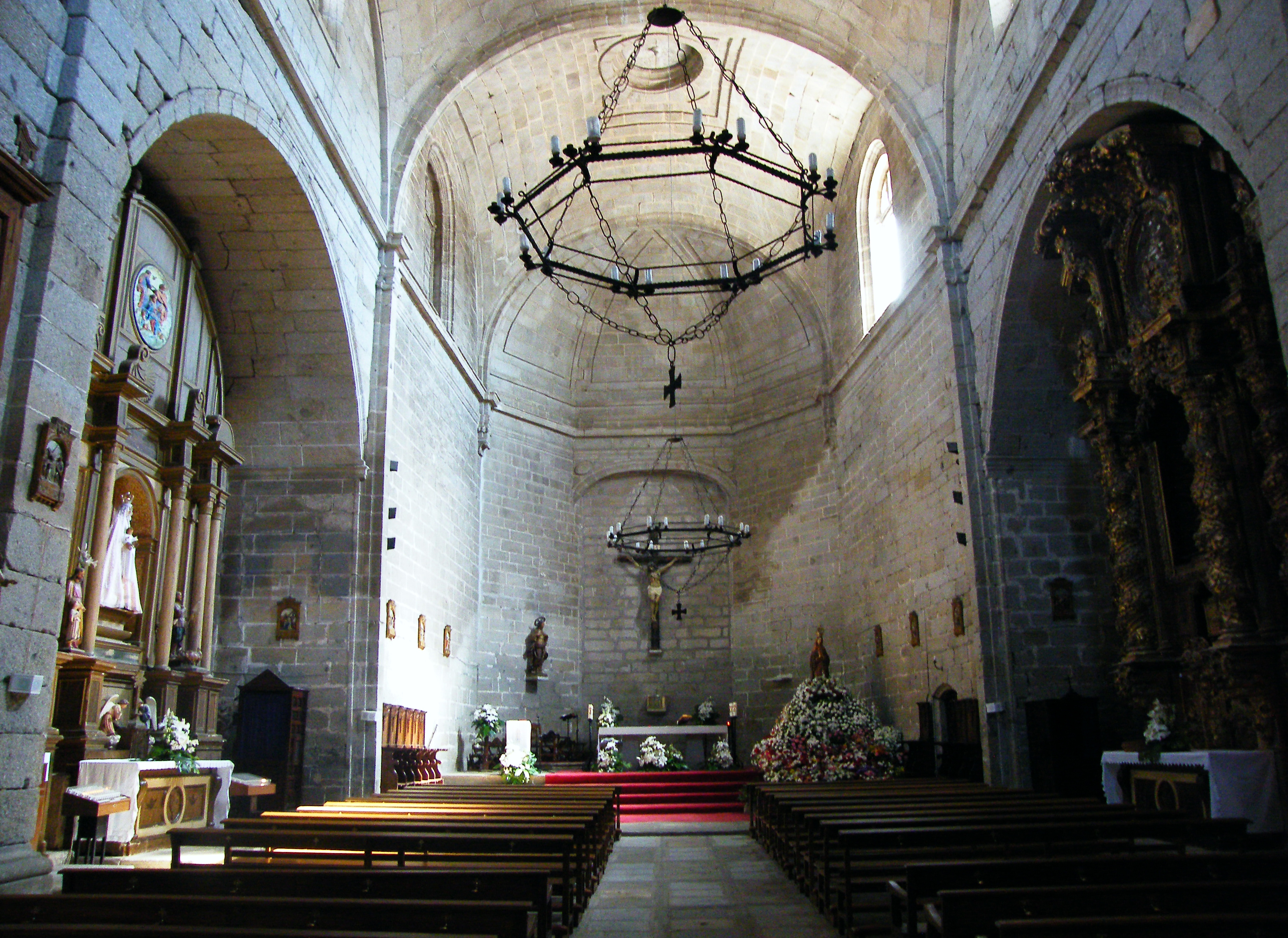
Detalle del interior de la iglesia

La construcción de la iglesia se remonta al siglo XVI, cuando se levantó sobre otro templo anterior. Hacia 1559 Pedro de Tolosa asumió continuar el proyecto cambiando el tipo de bóveda planeado en principio para el edificio. El trazado de la planta es de tipo basilical de una sola nave de varios tramos con cuatro capillas incorporadas y un ábside ochavado. De la fábrica previa a la construcción principal del siglo XVI sólo se conserva una sacristía.
El templo fue declarado bien de interés cultural en la categoría de monumento por Decreto de 16 de marzo de 1993.
Pertenece a la archidiócesis de Toledo y al arciprestazgo del Real de San Vicente.